# Tulstrup Kirke (Skanderborg Kommune)
 For alternative betydninger, se Tulstrup Kirke. (Se også artikler, som begynder med Tulstrup Kirke)
Tulstrup Kirke er en middelalderlig bygning i den vestlige ende af byen Tulstrup i Tulstrup Sogn, 300 m nord for Knudsø.
Apsis, kor og skib er opført i romansk tid. Apsis er opført af rå kampesten og frådsten, kor og skib af granitkvadre, alt over skråkantsokkel. Begge portaler i bevaret, den tilmurede nordportal har tympanon med tronende Maria med barn, der tilbedes af en engel, på karmstenen mod øst ses Mikael Dragedræber, på karmstenen mod vest ses rankeslyng. Sydportalen er stadig i brug, på dens tympanon ses Kristus flankeret af to engle, på karmstenen mod vest ses en biskop, som i venstre hånd holder et redskab, der kan minde om en skralde eller et flag med kors, på den østre karmsten anes en oprejst løve, nederst findes endnu en løve, som dog kun kan ses under særlige lysforhold. De to portaler menes at være udført af en stenmester fra Sjørslevgruppen, som også har udført kirkens døbefont. I korets nordmur ses et tilmuret romansk vindue med monolitoverligger. I sengotisk tid er skibet blevet forlænget mod vest ved anvendelse af kvadre fra vestmuren og mursten. Våbenhuset er fra slutningen af 1800-tallet. På kirkegården står en klokkestabel med en klokke fra 1652.
Kirken ligger på den gamle kongevej mellem Skanderborg og Viborg. Om kirkens ejerforhold inden reformationen vides intet. Efter reformationen overgik kirken til kronen. I 1796 blev den henlagt under Skanderborg Rytterdistrikt. Fra 1767 har kirken haft skiftende ejere, bl.a. har den været ejet af en Kielsgaard og en C. V. Dehlholm. Fra 1894 var den ejet af beboerne, og i 1950 overgik den til selveje.
Kor og skib har flade lofter, apsis har bevaret sit halvkuppelhvælv. Den oprindelige korbue er bevaret med kragsten, der er prydet med rankeslyng. I korets sydvindue ses kalkmalerier fra omkring 1500, to viekors og et våben for aarhusbispen Niels Clausen. I 1904 afdækkede E. Rothe kalkmalerier på triumfvæggen, kalkmalerierne dateres til omkring 1200, over korbuen findes rester af en Majestas Domini, syd for korbuen findes 5 siddende apostle, over dem en mæanderbort og under dem en bred mæanderbort med to krigere til hest. Kalkmalerierne blev atter overkalket men kan ses på en akvarel og et fotografi.
Altertavlen er en renæssancetavle, der en tid har været i Den Gamle By i Aarhus. Tavlen er nu atter tilbage i kirken og korsfæstelsesmaleriet er atter indsat i tavlen, maleriet dateres til omkring 1590 og er inspireret af et tryk af Dürer. Prædikestolen er fra o. 1575. Jernkisten i skibets vestende kaldes Grev Gerts brevkiste, ifølge sagnet skulle Grev Gert være kommet til Tulstrup Kirke med kisten, men hans lejesoldater krævede deres løn og kisten blev tømt, derfor lod Grev Gert den stå. Det er dog mere sandsynligt, at kisten har været brugt til opbevaring af kirkens papirer.
I en artikel om Tulstrup Kirke gør Bo Gregersen opmærksom på, at apsis i Tulstrup må være opført ret tidligt, da den er opført af frådsten og rå kamp og ikke af granitkvadre, som resten af kirken og som er almindeligt i området. Der peges på Veng Kirke som forbillede, her ser man små sideapsider og ikke brede apsider som i Viborg. Veng kloster har været benediktinerkloster siden begyndelsen af 1100-tallet og Viborg Domkirke stod først færdig i 1155.
Bo Gregersen diskuterer om motivet over korbuen er Majestas Domini eller om det skulle være Traditio Legis. Han betvivler dateringen omkring 1200 og peger på Råsted og Hvorslev Kirke, hvor der også findes mæanderborter, her dateres til omkring 1125 og her findes en Traditio Legis samt en Mikael Dragedræber i den søndre niche.
Bo Gregersen gør opmærksom på Mouritz Mackeprangs datering af døbefonten til omkring 1150, hvilket ikke følges af Danmarks Kirker. Portalerne og døbefonten menes udført af Sjørslevgruppen og døbefonten har to engle på kummen, hvilket er usædvanligt for løvefontene i den klassiske type. På nordportalens tympanon ses en engel med røgelseskar; Bo Gregersen gør opmærksom på, at Mikael sættes i forbindelse med røgelse under messens offertorium. På nordportalens østre karmsten ses Mikael Dragedræber, dragens hale er slynget som et ottetal, hvilket minder om Urnestilens dragehaler, dette stiltræk opstod i midten af 1000-tallet og forsvandt omkring 1200. Mikael var især populær i den tidlige middelalder og nævnes ofte på runesten fra missionstiden. Sydportalens tympanon med Kristus flankeret (båret) af to engle tolker Bo Gregersen som en Himmelfart. De to engle går igen på døbefontens kumme. Den vestre karmsten tolkes som en missionær med vandringsstav og skralde, der blev brugt i stedet for en klokke.
Ifølge Bo Gregersen kunne dåben i den tidlige middelalder kun finde sted i et begrænset antal dåbskirker, som var viet til Mikael. I Odense Stift findes 6 Mikaelskirker, som alle ligger en dagsrejse fra det kirkelige centrum, Sanderum. Tulstrup Kirke ligger en lille dagsrejse fra Aarhus og kunne være en sådan dåbskirke. Ud fra disse betragtninger mener Bo Gregersen, at kirken bør dateres til første halvdel af 1100-tallet.
Hertil kan føjes, at pilgrimsruten til Santiago de Compostela førte sydpå fra Viborg. Tulstrup Kirke har måske været en station på vejen til Le Puy-en-Velay, hvor man skulle besøge Mikaelskirken på toppen af en klippe, inden man drog videre til Compostella. Figuren på sydportalens vestre karmsten har en vandringsstav og en rundpuldet hat, der med lidt god vilje kunne være en pilgrimshat. Har kirken været viet til Mikael og er det en pilgrim vi ser på sydportalens karmsten, kan det også være en mulighed, at kirken har været en pilgrimskirke.

## Note
1. ↑  Kalkmalerierne er beskrevet i Danske Kalkmalerier bd.2 (Nationalmuseet 1987).

## Eksterne kilder og henvisninger
- Wikimedia Commons har flere filer relateret til Tulstrup Kirke (Skanderborg Kommune)
- Tulstrup Kirke Arkiveret 31. januar 2011 hos  Wayback Machine hos nordenskirker.dk
- Tulstrup Kirke hos KortTilKirken.dk
- Tulstrup Kirke (Gjern Hrd.) hos danmarkskirker.natmus.dk (Danmarks Kirker, Nationalmuseet)
- Folkekirken.dk Arkiveret 25. april 2010 hos  Wayback Machine
- Ærkeenglen Mikaels kirke i Tulstrup Arkiveret 26. april 2010 hos  Wayback Machine en missionskirkes efterfølger fra starten af 1100-tallet. Af Bo Gregersen